# Callipepla gambelii
El colín de Gambel,  codorniz desértica, codorniz chiquiri, o codorniz de Gambel,  (Callipepla gambelii) es una especie de ave galliforme de la familia Odontophoridae que vive en Norteamérica. Es propia de los desiertos del oeste de los Estados Unidos y noroeste de México.

## Características
Es una ave de 25 a 30 cm, similar a la codorniz californiana (Callipepla californica). Al igual que ésta, tiene plumaje azulado en la espalda, pecho y parte trasera de la cabeza; la cara, la garganta, el pico y los ojos son negros, en los machos la corona es rojiza (más roja en esta especie) y tanto macho como hembra tienen una pluma negra curvada hacia adelante.
A diferencia de la codorniz californiana, las plumas del vientre no forman un patrón escamoso y en cambio el vientre es blanco y en los machos con un parche negro.
En esta especie la diferencia entre macho y hembra está muy bien marcada.

## Distribución
De manera general, no comparte hábitat con la codorniz californiana. La codorniz desértica se encuentra en zonas de vegetación arbustiva en desiertos, generalmente cerca de cuerpos de agua. Su área de distribución es amplia, y comprende los desiertos de los estados de Texas, Nuevo México, Utah, Nevada, California y Arizona. En México se la halla en el delta del Colorado (Baja California), en Sonora y en el norte de Chihuahua.

## Subespecies
Se conocen siete subespecies de Callipepla gambelii:
- Callipepla gambelii gambelii - de Utah y Nevada hasta Colorado, desiertos de Mohave y noreste de Baja.
- Callipepla gambelii sana - matorral árido del oeste de Colorado.
- Callipepla gambelii ignoscens - sur de Nuevo México y extremo oeste de Texas.
- Callipepla gambelii pembertoni - Isla Tiburón (golfo de California).
- Callipepla gambelii fulvipectus - del sudeste de Arizona y sudoeste de Nuevo México hasta el noroeste de México (sur de Sonora).
- Callipepla gambelii stephensi - oeste de México (del sur de Sonora y zonas adyacentes a la frontera de Sinaloa).
- Callipepla gambelii friedmanni - oeste de México (costa de Sonora del Río Fuerte al Río Culiacán).